# Шуавандеги
Шуавандеги (устар. Шуаван-деги) — река в России, протекает по территории Паданского сельского поселения Медвежьегорского района Карелии. Длина реки — 12 км.
Река вытекает из озера Ботьолампи на высоте 153,8 м над уровнем моря. Затем, протекая по заболоченной местности и принимая воды ручьёв вытекающих из озёр Суавъярви и Симонлампи, река впадает в озеро Энингилампи на высоте 140,2 м над уровнем моря.
Населённые пункты на реке отсутствуют.

## Данные водного реестра
По данным государственного водного реестра России относится к Баренцево-Беломорскому бассейновому округу, водохозяйственный участок реки — Сегежа до Сегозерского гидроузла, включая озеро Сег-озеро. Речной бассейн реки — бассейны рек Кольского полуострова и Карелии, впадает в Белое море.